# Приютово (Татарстан)
Прию́тово (тат. Приют) — упразднённая деревня на территории современного Кощаковского сельского поселения Пестречинского района Республики Татарстан Российской Федерации.  

## География
Находилась на северо-западе Татарии, у истоков реки Нокса, в 21 км от железнодорожной станции Казань, в пригородной зоне Казани.

## История
С 1930 в составе образованного Приютовского сельсовета  Пестречинского района, с 1935 — Ново-Шигалеевского сельсовета Октябрьского района, с 1963 — Старо-Шигалеевского сельсовета Пестречинского района.
В справочных изданиях после 1963 года не упоминается.

## Население
Население — 495 человек (1930, русские).

## Известные уроженцы, жители
- Пигалев, Пётр Филиппович (1911—1975) — советский хозяйственный, государственный и политический деятель.

## Транспорт
Деревня стояла на перекрёстке просёлочных дорог. 